# Elli Ranta
Elli Aleksandra Ranta, född Kaislaranta, ursprungligen Karén, 25 december 1900 i Helsingfors, död 17 november 1954 i Helsingfors, var en finländsk sopransångerska och skådespelare. Hon var gift med kompositören Sulho Ranta.
Åren 1924–1938 var Ranta skådespelerska vid en rad olika teatrar, samtidigt som hon uppträdde i operetter och vid konserter. Som sångerska gav hon sin första konsert 1933 och arbetade som sånglärare vid Sibelius-akademin från 1946. 1936 gjorde hon 12 skivinspelningar i sällskap av  Aapo Similä, Gustav Nieminen, Armas Hanttu och Aino Angerkoski.